# The Elements: Fire
The Elements: Fire, conosciuto anche con i titoli The Elements – Part 1, Fire e Mrs. O'Leary's Cow, è un brano strumentale composto dal musicista statunitense Brian Wilson. La traccia doveva originariamente essere inclusa nel celebre "album perduto" dei Beach Boys del 1967 intitolato  Smile, come parte di una suite ispirata ai quattro elementi naturali: acqua, fuoco, terra, aria. Tuttavia il brano vide la luce soltanto nel 2004, quando, registrato nuovamente e intitolato Mrs. O'Leary's Cow, venne incluso nell'album solista di Wilson intitolato Brian Wilson Presents Smile, sua personale versione dello Smile mai pubblicato. Nel 2011 The Elements: Fire è stata infine pubblicata nella sua forma originale ancorché incompleta nel cofanetto The Smile Sessions, box set antologico che ricostruisce filologicamente l'album originale.

## Il brano

### Origine e storia
Si tratta di un brano particolarmente atipico per lo stile dei Beach Boys. Pur contenendo nella parte iniziale effetti sonori vari come il suono simulato della sirena di un automezzo dei pompieri, The Elements: Fire sfocia ben presto in un turbinoso e pesante strumentale sorretto da archi, percussioni minacciose e giri di basso orientati verso l'hard rock piuttosto che all'abituale pop rock della band. Secondo quanto dichiarato dallo stesso Wilson: «La traccia strumentale era un lungo, lugubre lamento. Che crebbe lentamente, come l'inizio di una gigantesca conflagrazione, e divenne così intenso che era possibile immaginarsi le fiamme, la diffusione di esse attraverso il vento, e di venire risucchiati in una sorta di inferno senza alcun controllo». La traccia è parzialmente basata sulla seconda esperienza di Brian Wilson con LSD che sfociò in una sensazione di annientamento dell'ego simile alla morte sul rogo. La travagliata lavorazione del brano viene frequentemente indicata come uno dei momenti più critici nelle sessioni dell'abortito progetto Smile, per essere stata una delle composizioni che maggiormente contribuirono al fallimento del progetto stesso. Wilson concepì la traccia con in mente l'idea del fuoco, e di conseguenza, riflettendo sulla devastante capacità distruttrice dello stesso, fece un'associazione con il grande incendio che colpì la città di Chicago nel 1871. In origine il pezzo, avrebbe dovuto trovare la sua collocazione nella cosiddetta "suite degli elementi" ideata per Smile e mai portata a termine. Altri brani che avrebbero, presumibilmente, dovuto far parte della suite, sono Love to Say Dada/Cool, Cool Water (acqua), Wind Chimes (aria), e Vegetables (terra).

### Registrazione
Wilson produsse Fire il 28 novembre 1966, ai Gold Star Studios con 15 musicisti di studio, inclusi tre bassisti, quattro flautisti e un sestetto d'archi. La traccia fu arrangiata per evocare immagini di una conflagrazione e registrata in condizioni inusuali. Per aiutare a creare l'atmosfera, Wilson chiese a tutti i presenti in studio di indossare un elmetto da pompiere e mise un secchio pieno di legno ardente in mezzo alla stanza per fare odorare di fumo la sala di registrazione.

### "Cattive vibrazioni"

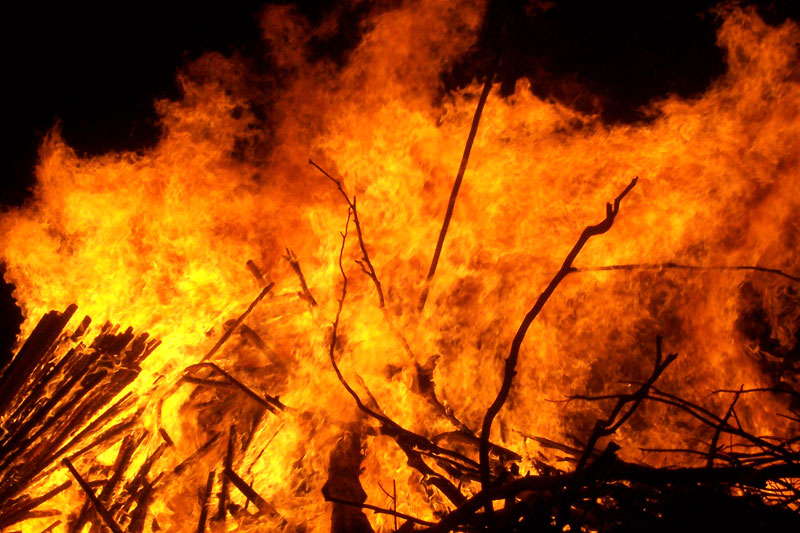
Un incendio

A proposito della composizione, Brian Wilson dichiarò: «Gli accordi erano bizzarri, malati, non i soliti otto. Diressi una mini orchestra nel corso di ben 24 take prima di essere soddisfatto. Ma ancora, durante ogni versione, pensavo: Oh Dio, sono matto ad aver scritto una roba del genere. La cosa più strana era il crash e il crepitio degli strumenti fumanti percossi fino all'inverosimile. Ascoltando il playback, cominciai a sentirmi snervato da questa musica, strana e inquietante. Mi piaceva la musica. Ma mi spaventava». Secondo Brian: «Essa creò un quadro inquietante che rispecchiava le urla che mi avevano riempito la testa e tormentato il sonno per anni».
Si racconta che, durante la seduta di registrazione in studio, svoltasi ai Gold Star Studios il 28 novembre, Brian divenne sempre più irrazionalmente preoccupato dal fatto che la musica da loro incisa potesse essere responsabile dello scoppio di numerosi incendi che si erano verificati nelle vicinanze dello studio.

«Tornando a casa, riflettei sul fatto che quel tipo di musica avrebbe potuto spaventare un sacco di persone. Nessuno era più terrorizzato di quanto lo fossi io. Il giorno seguente, venni a sapere che un edificio accanto allo studio d'incisione era andato a fuoco la sera stessa della seduta di registrazione. Diversi giorni dopo, mi venne detto che dal giorno della sessione erano scoppiati un numero insolitamente alto di incendi nella zona di Los Angeles. Era esattamente quello che temevo. Invece di creare musica spirituale positiva, ero incappato in un territorio oscuro, scatenando musica del fuoco estremamente potente che emanava vibrazioni negative, quindi decisi che era troppo pericoloso farla uscire nel mondo.»
(Brian Wilson)

Per molti anni, si vociferò che Wilson avesse cercato di bruciare i nastri della sessione, ma questa sembra un'ipotesi a cui non dare credito, anche se è pur vero che egli abbandonò completamente la lavorazione di Fire. Nessuna altra registrazione all'infuori dell'introduzione dell'originale Fire è mai stata pubblicata, ufficialmente o su bootleg. Inoltre è stato fatto notare, che Van Dyke Parks, che stava all'epoca collaborando con Wilson a Smile, abbandonò deliberatamente la sessione (durante la quale Wilson pretese che i musicisti e i tecnici in studio indossassero degli elmetti da pompiere), e che in seguito descrisse lo stato mentale di Wilson come in "regressione infantile".

### Fall Breaks and Back to Winter
Nell'album Smiley Smile, pubblicato al posto di Smile nel 1967, venne inclusa una versione di Fire spogliata dello strano tono minaccioso e della durezza dell'originale, rallentata considerevolmente, ed infarcita di strambi effetti sonori che riecheggiano anche il tema del personaggio dei cartoni animati Woody Woodpecker (in Italia noto come "Picchiarello"), proprio per questo motivo la traccia venne reintitolata Fall Breaks and Back to Winter e sottotitolata (Woody Woodpecker Symphony).

### Mrs. O'Leary's Cow (Fire)

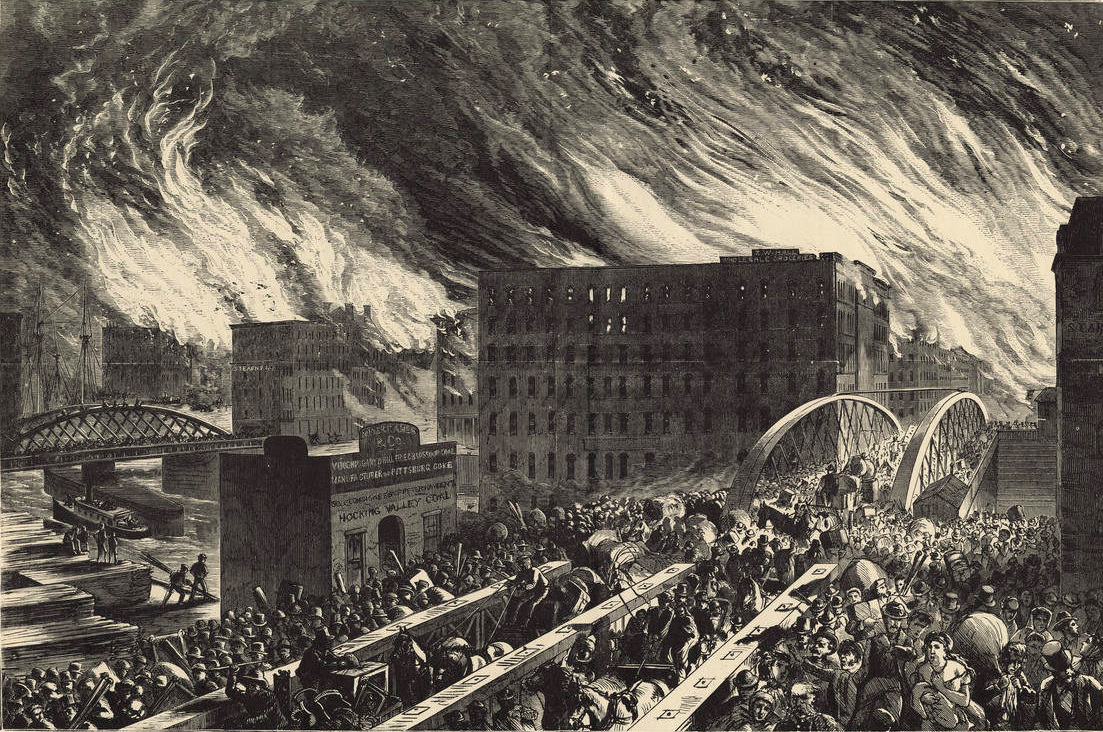
Rappresentazione del grande incendio di Chicago, disegnato da John R. Chapin, ed originariamente stampato su Harper's Weekly

Durante le sessioni originali di Smile del periodo 1966-67, la canzone veniva talvolta indicata anche con il titolo Mrs. O'Leary's Cow. Questo titolo alternativo della canzone, utilizzato poi da Wilson nel 2004 per l'inclusione del pezzo nel suo album solista Brian Wilson Presents Smile, è ispirato a Catherine O'Leary e alla mucca di sua proprietà, personaggi folkloristici statunitensi ritenuti responsabili dello scoppio del grande incendio che colpì Chicago nel 1871. Secondo la tradizione, infatti, a causare l'incendio fu la mucca della signora O'Leary che, calciando una lanterna, l'avrebbe fatta cadere sul fieno del pavimento della stalla, dando origine al disastro. Michael Ahern, il giornalista repubblicano che creò questa versione, ammise nel 1893 di aver inventato tutto per rendere la storia più colorita.

## Grammy Award
Nel febbraio 2005, Brian Wilson vinse il suo primo Grammy Award in carriera, come "Best Rock Instrumental" per la canzone Mrs. O'Leary's Cow, rifacimento di The Elements: Fire.

## Cover
- 1970 - Gary Usher in Add Some Music To Your Day: A Symphonic Tribute To Brian Wilson
- 1993 - David Garland in I Guess I Just Wasn't Made For These Times (David Garland Performs Brian Wilson)
- 1998 - Jim O'Rourke in Smiling Pets